# Alavieska
Alavieska [ˈɑlɑviɛskɑ] ist eine Gemeinde in Nordwestfinnland. Sie liegt am Unterlauf des Flusses Kalajoki rund 140 km südlich der Provinzhauptstadt Oulu und 530 km nördlich von Helsinki.

## Gemeinde
Die Gemeinde Alavieska wurde 1879 gegründet und umfasst neben den namensgebenden Hauptort die Dörfer Kähtävä, Someronkylä, Taluskylä, Ylikääntä, Jukulainen und Saarenkylä. Wie die gesamte Region ist Alavieska landwirtschaftlich geprägt.

## Wappen
Beschreibung des Wappens: Im blauen Schild liegen zwei gekreuzte silberne Sensen mit goldenen nach außen zeigenden Klingen.

## Sehenswürdigkeiten
Das markanteste Gebäude in Alavieska ist die 1948 erbaute evangelische Pfarrkirche. Ihr 1733–38 erbauter Vorgängerbau wurde 1916 bei einem Brand zerstört; nur der 1738 errichtete Glockenturm blieb erhalten und wurde in den Kirchhof des Neubaus integriert.

## Politik
Verwaltung
Die dominierende politische Kraft im ländlich geprägten Alavieska ist die Zentrumspartei. Bei der Kommunalwahl 2008 erhielt sie drei Viertel der Stimmen und erzielte so eines ihrer finnlandweit besten Ergebnisse. Im Gemeinderat stellt sie 17 von 21 Abgeordneten. Drei Sitze konnten die rechtspopulistischen „Wahren Finnen“ erringen, einen das Linksbündnis. Die beiden finnischen Volksparteien neben der Zentrumspartei spielen hingegen in Alavieska kaum eine Rolle: die Nationale Sammlungspartei scheiterte mit einem Wahlergebnis von nur 3,6 % der Stimmen am Einzug in den Gemeinderat, während die Sozialdemokraten gar nicht erst antraten.
| Partei         | Wahlergebnis 2008 | Sitze |
| -------------- | ----------------- | ----- |
| Zentrumspartei | 75 %              | 17    |
| Wahre Finnen   | 15,1 %            | 3     |
| Linksbündnis   | 4,9 %             | 1     |

Gemeindepartnerschaften

Alavieska unterhält Partnerschaften zu den folgenden Gemeinden:
- Avesta (Schweden), seit 1955
- Armawir (Russland), seit 1989
- Luunja (Estland), seit 1990

## Persönlichkeiten
- Rauli Pudas (* 1954), Leichtathlet